# Zanthoxylum americanum
Zanthoxylum americanum es una especie de árbol perteneciente a la familia de las rutáceas. Es un arbusto aromático o árbol pequeño nativo del centro y oriente de Estados Unidos y Canadá. Puede crecer hasta los 10 metros de altura. Produce foliolos membranosos  y racimos de flores axilares. La madera no es de gran valor comercial, pero los extractos de aceite de la corteza se han utilizado en la medicina tradicional y alternativa, y han sido estudiados por sus propiedades antifúngicas y citotóxicas.

## Descripción
La planta tiene las hojas pinnadas compuestas con 5-11 foliolos membranosos. Las inflorescencias son axilares en forma de racimos. Los brotes son peludos. Las hojas de color verde oscuro son aromáticas, con los márgenes crenados. Las bayas comienzan de color rojo y cambian al azul y negro. Las flores son dioicas con los pétalos verde-amarillentos.

## Distribución
Se encuentra en el norte de Estados Unidos y Canadá.

## Ecología
Las mariposas  que utilizan la planta Zanthoxylum americanum como fuente de alimento de sus larvas incluyen a Papilio thoas, Papilio cresphontes  y Papilio troilus.

## Uso medicinal

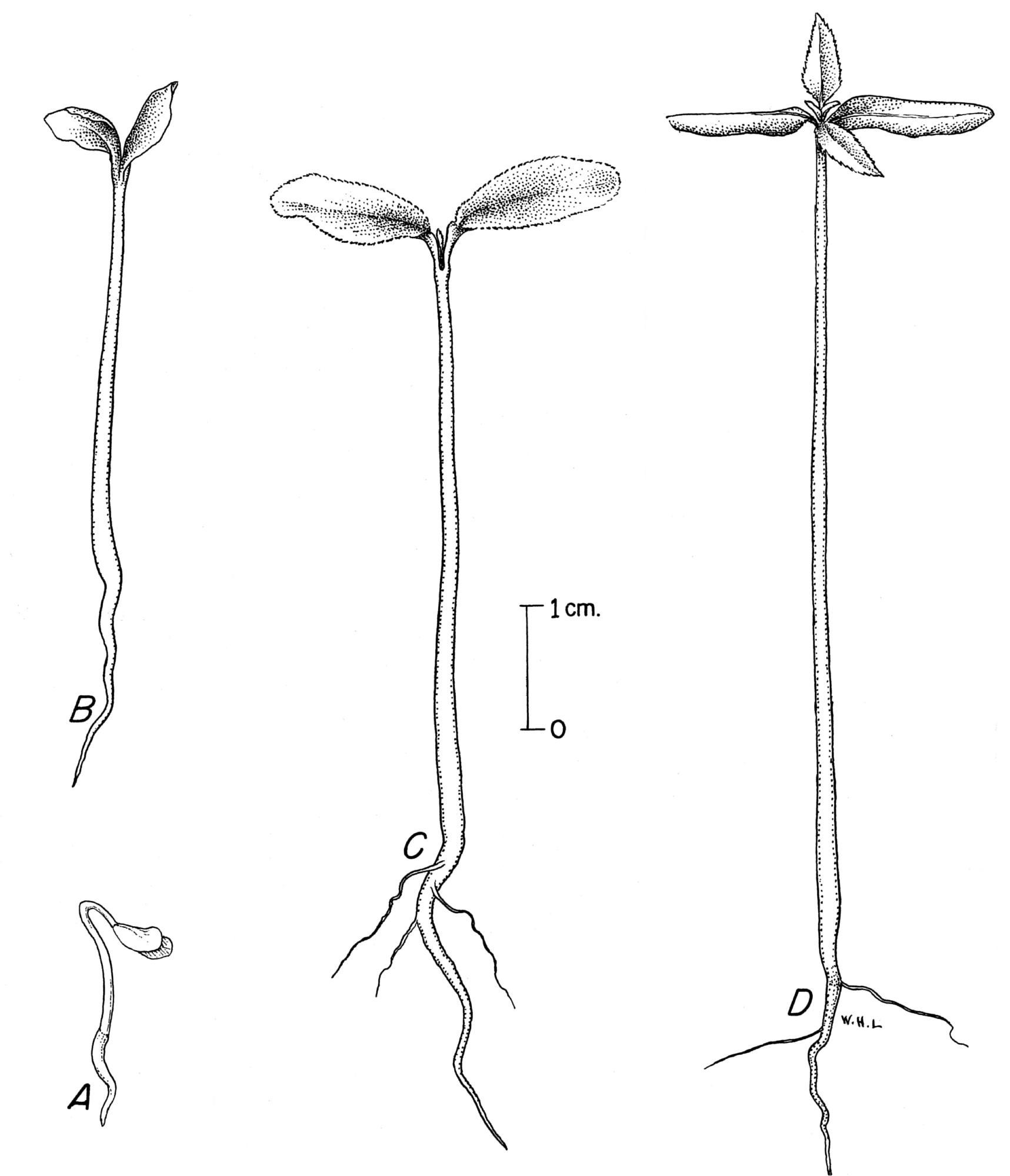
Dibujo de plántulas

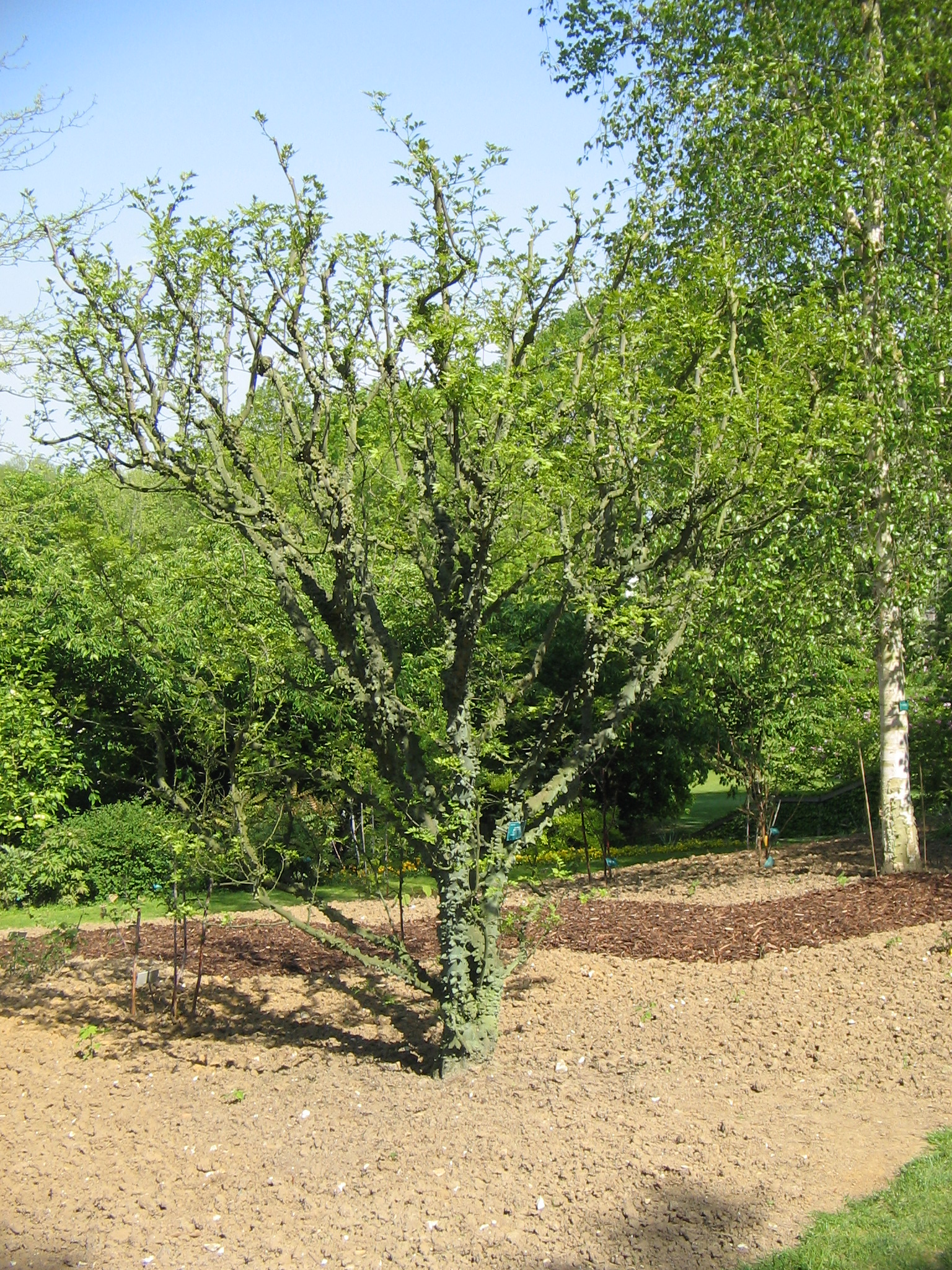
Vista de la planta

Un aceite esencial extraído de la corteza y las bayas de Zanthoxylum americanum se utiliza con fines medicinales. El extracto puede actuar como un estimulante, y el uso medicinal histórico lo ha utilizado para el reumatismo crónico, fiebre tifoidea, enfermedades de la piel y la impureza de la sangre ... así como para trastornos digestivos.   Grieve, dice: «Las bayas se consideran aún más activas que la corteza, es carminativo y antiespasmódico, y se utilizan como un laxante y para la dispepsia y la indigestión, un extracto fluido de los frutos se da en dosis de 10 a 30 gotas».  La corteza ha usa para los dolores de muelas, y un té de las bayas se ha usado para dolores de garganta y como diurético.
Ha habido algunos estudios modernos de los componentes del aceite y sus propiedades antifúngicas y los efectos citotóxicos.

## Taxonomía
Zanthoxylum americanum fue descrita por Philip Miller y publicado en The Gardeners Dictionary: . . . eighth edition no. 2, en el año 1768.
Sinonimia
- Thylax fraxineum (Willd.) Raf.
- Zanthoxylum fraxineum Willd.
- Zanthoxylum fraxinifolium Marshall
- Zanthoxylum mite Willd.
- Zanthoxylum parvum Shinners
- Zanthoxylum ramiflorum Michx.[13]